# Hemicidaris
Hemicidaris is een geslacht van uitgestorven zee-egels die leefden van het Midden-Jura tot het Vroeg-Krijt.

## Beschrijving
Deze zee-egels hadden een ronde schaal met een klein apicaal veld (centraal veldje, boven op de zee-egelschaal, waarvandaan de ambulacra uitstralen, ook wel topschild genoemd), met tien rijen interambulacrale platen, die waren bezet met tamelijk in het oog springende knobbels, waarop zich afwisselend korte en lange, gladde, spits toelopende stekels bevonden. De ambulacra (deel van het skelet waarin de voetjes van het watervaatstelsel zijn gelegen) waren smal. De normale diameter bedroeg ongeveer 3 cm.

## Leefwijze
De soorten uit dit geslacht leefden op de zeebodem op rotspartijen. Ze hechtten zich op de bodem vast door middel van de zuigvoetjes, die zich aan de onderkant van het lichaam bevonden.

## Soorten
- Hemicidaris bihinensis Currie, 1925 †
- Hemicidaris castillionensis Lambert, 1933 †
- Hemicidaris crenularis †
- Hemicidaris jaisalmerensis Sahni & Bhatnagar, 1955 †
- Hemicidaris luciensis †
- Hemicidaris palmirensis Sánchez Roig, 1949 †
- Hemicidaris pilleti Lambert, 1927 †
- Hemicidaris sundancensis Miller, 1928 †
- Hemicidaris termieri Lambert, 1931 †
- Hemicidaris tithonica Lambert, 1927 †
- Hemicidaris villadai Maldonado-Koerdell, 1953 †